# Бухарський емірат
39°46′29″ пн. ш. 64°25′43″ сх. д. / 39.774722222222° пн. ш. 64.428611111111° сх. д.
Бухарський емірат (перс. امارت بخارا, трансліт. Imārat-i Bukhārā; чагат. بخارا امیرلیگی, трансліт. Bukhārā Amirligi) — узбецька держава, що існувала з 1756 по 1920 рік у Середній Азії на території сучасних держав Узбекистану, Таджикистану та частини Туркменістану. До його складу також тимчасово входили території Південного Туркестану або сучасного «Афганського Туркестану» і округу Туркестану в південному Казахстані. Правонаступник Бухарського ханства і часто називався так само. Офіційно держава називалася — Бухарська держава. Термін емірат використовується в науковій літературі. 
Бухарський емірат поряд з Хівинським ханством і Кокандським ханством був одним з трьох узбецьких ханств у Середній Азії. 
У 1868 році потрапив у васальну залежність до Російської імперії й отримав статус її протекторату. 
2 вересня 1920 року РККА зайняла Бухару, а 8 жовтня було проголошено Бухарську Народну Радянську Республіку, яка в 1924 році за національною ознакою була розділена між Узбецькою РСР, Туркменською РСР і Таджицькою АРСР.

## Історія

### Засновник узбецької династії мангитів — Мухаммад Рахім-хан
Мангитська династія Бухари була всього лише одним із багатьох країн-спадкоємців Афшаридської імперії. Сімейство Хаджі Ходжі безпосередньо пов'язане з Надир-шахом. Засновником Бухарського емірату був Мухаммад Рахім (1756—1758) з узбецького роду мангит. Заручившись згодою знаті і духівництва, Мухаммад Рахім в 1756 році вступив на бухарський трон з титулом хана. За висловом одного історика того часу, «Мухаммад Рахім-хан намагався підпорядкувати своїй владі всі 92 узбецьких роди, так щоб у них не залишалося жодної можливості чинити опір центральному уряду». Так почалося правління нової мангитської династії. Після його смерті правив його дядько Даніял-бей (1758-1785). Для зміцнення зв'язків з Російською імперією він відправив посольство на чолі з Ірназар Максудовим, яке було прийнято Катериною ІІ. 
У 1784 році в Бухарі міщани, незадоволені слабкістю Даніял-бея, підняли повстання.

### Бухарський емірат під протекторатом Російської імперії
Бухарський емір Музафар в березні 1868 року оголосив Росії газават, проте 2 травня загін генерала К. П. Кауфмана розгромив військо еміра і російські війська зайняли Самарканд. У 1863 році Музафар присвоїв вдові вбитого палацовими змовниками Кокандського ханства Алімбека Курманжана титул датка. 23 червня 1868 року бухарський емір визнав васальну залежність від Росії. У вересні 1873 року за новим договором Бухарський емірат визнав протекторат Росії. У цей період в Бухарському еміраті вперше були засновані ордени, наприклад Орден Благородної Бухари.
Ступінь залежності посилився при правлінні еміра Абдулахада (1885—1910). Абдулахад ввів нові типи медалей та орденів, наприклад Орден Корони держави Бухари. Він звів свою літню резиденцію в російській Ялті.
Останнім еміром Бухари в 1910 р. став Сеїд Алім-хан. На початку XX століття на базі руху джадидів в Бухарі виник младобухарський рух, що вказувало на необхідність широких демократичних реформ в Бухарському еміраті, що загруз, на їхню думку, в невігластві та знемагав під тягарем адміністративного свавілля.
На початку ХХ століття в Бухарі стала видаватися своя газета: Бухороі Шаріф.

## Державний устрій
Главою держави був емір (араб. امیر), який володів необмеженою владою над своїми підданими.
Головним візиром еміра, керуючим державними справами, був кушбегі, який відав збором податків, керував адміністрацією еміра, вів переписку з місцевими чиновниками — беками (бек — букв.: повеліваючий, — те ж саме, що тюрк. бей, пор. узбек. bek). Кушбегі особисто щодня доповідав еміру про стан справ в еміраті, всі чиновники призначалися ним і лише вище чиновництво призначалося самим еміром.